# Chevrolet Indy Dual in Detroit 2014
Das Chevrolet Indy Dual in Detroit 2014 fand am 31. Mai und 1. Juni auf dem Raceway at Belle Isle in Detroit, Michigan, Vereinigte Staaten statt und war das sechste und siebte Rennen der IndyCar Series 2014.

## Berichte

### Hintergrund
Nach dem Indianapolis 500 führte Ryan Hunter-Reay in der Fahrerwertung mit 40 Punkten auf Will Power und mit 54 Punkten auf Hélio Castroneves.
Das Chevrolet Indy Dual in Detroit war die erste IndyCar-Veranstaltung mit zwei Rennen über die volle Distanz an einem Wochenende. Es war der erste von drei sogenannten Double Headern in der Saison 2014. Am Freitag gab es zwei Trainings, am Samstag und Sonntag jeweils ein Qualifying und Rennen. Bei beiden Rennen wurde die volle Punktzahl vergeben.
Das Starterfeld reduzierte sich von 33 auf 22 Fahrzeuge. Alle Fahrzeuge, die nicht für die gesamte Saison gemeldet waren, kamen nicht mehr zum Einsatz. Bei Ed Carpenter Racing gab es zudem einen geplanten Fahrerwechsel. Mike Conway, der alle Straßenkursrennen bestritt, löste Ed Carpenter, der nur die Ovalrennen fuhr, ab.
Mit Castroneves (zweimal), Tony Kanaan, Justin Wilson, Scott Dixon, Conway und Simon Pagenaud (jeweils einmal) traten sechs ehemalige Sieger zu diesen Indys an.
Don Oldenburg, der Chefingenieur von Pagenaud, erhielt eine Bewährungsstrafe bis Anfang August für ein Social-Media-Vergehen.

### Training
Im ersten Training erzielte Hunter-Reay die Bestzeit vor Wilson und Castroneves. Es gab keine Zwischenfälle, die zu einer roten Flagge führten. Im zweiten Training übernahm Pagenaud die Führung vor Conway und Castroneves. Das Training wurde nach Ausrutschern von Hunter-Reay, Sebastian Saavedra und Wilson dreimal kurz unterbrochen.

### 1. Qualifying
Der erste Abschnitt des ersten Zeitentrainings wurde nach dem üblichen Qualifying-System für Straßenkurse in zwei Gruppen ausgetragen. Die sechs schnellsten Piloten jeder Gruppe kamen ins zweite Segment. Die restlichen Startpositionen wurden aus dem Ergebnis des ersten Qualifyingabschnitts bestimmt, wobei den Fahrern der ersten Gruppe die ungeraden Positionen ab 13, und den Fahrern der zweiten Gruppe die geraden Positionen ab 14 zugewiesen wurden. In der ersten Gruppe fuhr Castroneves die schnellste Runde, in der zweiten Gruppe war Conway der schnellste Pilot. Hunter-Reay und Pagenaud, die die zwei Trainingsbestzeiten erzielt hatten, schieden jeweils in der ersten Gruppe aus. Hunter-Reay beschädigte sich bei einem Ausrutscher mit Mauerkontakt in der elften Kurve die linke Hinterradaufhängung und belegte schließlich den 21. Platz. Pagenaud behinderte Juan Pablo Montoya, sodass ihm seine zwei schnellsten Rundenzeiten gestrichen wurden und er schlussendlich den 17. Gesamtplatz erreichte. Pagenaud äußerte Kritik an der Entscheidung der Rennleitung, da er bereits am Limit fuhr, aufgrund älterer und härterer Reifen jedoch nicht so schnell wie Montoya war. In der zweiten Gruppe scheiterte Power an Übersteuern und wurde 16. im Gesamtergebnis. Er gab bereits vor Ende des ersten Durchgangs auf und versuchte nicht, seine Zeit so lange wie möglich zu verbessern.
Im zweiten Segment der Qualifikation qualifizierten sich die sechs schnellsten Fahrer für den finalen Abschnitt. Castroneves erzielte die schnellste Rundenzeit. Neben ihm schafften es Ryan Briscoe, Conway, James Hinchcliffe, Montoya und Jack Hawksworth in den dritten Teil des Qualifyings, die sogenannten Firestone Fast Six.
Castroneves fuhr schließlich die schnellste Zeit und erzielte die Pole-Position vor Hinchcliffe und Hawksworth. Castroneves stellte mit seiner Pole-Zeit einen neuen absoluten Streckenrekord auf.
Da Montoya mit einem untergewichtigen Fahrzeug fuhr, erhielt Penske eine Geldstrafe in Höhe von 5.000 US-Dollar. Für einen vorzeitigen Motorenwechsel bei Montoya wurden Chevrolet in der Herstellerwertung zehn Punkte abgezogen.

### 1. Rennen
Castroneves behielt die Führung beim Start. Hawksworth ging an Hinchcliffe vorbei auf die zweite Position. In der fünften Runde berührten sich Power und Pagenaud in der vierten Kurve. Dabei beschädigte sich Pagenaud seine Aufhängung, sodass er ausschied. Zur Fahrzeugbergung gab es eine Gelbphase, in der einige Fahrer – unter anderem Hunter-Reay und Power – an die Box gingen.
Nach dem Restart behielt Castroneves die Führung vor Hawksworth, Hinchcliffe und Conway. Montoya verlor mit abbauenden Reifen einige Position und ging schließlich unter grün zu einem vorzeitigen Reifenwechsel. Takuma Satō stand in diesem Rennabschnitt mit einem Getriebeschaden für einige Runden an der Box, nahm das Rennen aber wieder auf. In der 15. Runde untersteuerte Conway in der zwölften Kurve und schied aus. Der Unfall löste eine weitere Gelbphase aus. Castroneves verlor die Führung durch einen Boxenstopp und fiel auf den achten Platz zurück. Vor ihm lagen Graham Rahal, Marco Andretti, Power, Mikhail Aleshin, Hunter-Reay, Charlie Kimball und Montoya, die allesamt eine andere Strategie verfolgten und zum Teil schon vorher oder noch gar nicht an der Box waren. Hawksworth, der vor der Gelbphase auf dem zweiten Platz lag, stand mit einem Bremsschaden einige Runden an der Box und nahm das Rennen mit Rückstand wieder auf.
Rahal führte das Rennen zunächst an, bevor er in der 26. Runde an die Box ging. Eine Runde später folgte Andretti, der ebenfalls noch nicht an der Box war. Power führte das Rennen nun für drei Runden an, bevor er zum zweiten Mal an die Box ging. Nun lag Aleshin bis zu seinem Stopp für zwei Runden vorne. Darauf übernahm Castroneves wieder die Führungsposition. Er führte mit sieben Sekunden vor Hinchcliffe, Dixon, Briscoe und Josef Newgarden. Rahal ging kurz nach seinem ersten Stopp erneut an die Box, da seine Reifen schnell abgebaut hatten. In der 37. Runde schied Newgarden nach einem Unfall in der siebten Kurve aus, sodass eine weitere Gelbphase ausgelöst wurde.
Briscoe, Wilson und Andretti gingen in diese Gelbphase an die Box, Aleshin absolvierte eine Durchfahrtsstrafe, nachdem er Satō, der vier Runden zurücklag, behindert hatte. Castroneves blieb beim Restart kurz in Führung, bevor er zwei Runden später an die Box ging. Hinchcliffe, der auf Platz zwei lag, ging ebenfalls an die Box, sodass Dixon vor Power, Carlos Muñoz, Kimball und Kanaan führte. Nach einer Runde gingen Dixon und Muñoz an die Box, Kimball eine Runde später. Power lag nun in Führung und baute seinen Vorsprung schnell auf über fünf Sekunden vor Kanaan, Rahal und Briscoe aus. Die Fahrer, die an der Box waren, wurden angeführt von Castroneves von Andretti aufgehalten, der Sprit sparte. Power, Kanaan und Rahal gingen in der 54. und 55. Runde an die Box und kamen vor der Gruppe um Castroneves zurück auf die Strecke. Briscoe führte, während sich Aleshin nach einer Berührung mit Hinchcliffe in der 56. Runde drehte und damit die vierte und letzte Gelbphase auslöste. Briscoe entschied sich, auf einen weiteren Stopp zu verzichten und blieb draußen.
Nach dem Restart ging Power an Briscoe vorbei in Führung. Nachdem Rahal eine Runde später ebenfalls an Briscoe vorbeigezogen war, entschied sich Briscoe doch für einen weiteren Boxenstopp. Rahal holte auf Power auf und setzte ihn unter Druck. Einen Überholversuch gab es jedoch nicht. Während Hawksworth und Aleshin kurz vor Ende kollidierten, schied Hunter-Reay in der letzten Runde nach einem Mauerkontakt aus.
Power gewann schließlich mit dreizehntel Sekunden Vorsprung auf Rahal das Rennen. Kanaan wurde Dritter vor Wilson und Castroneves. Hinchcliffe, Muñoz, Carlos Huertas, Kimball und Andretti komplettierten die Top 10. Mit seinem 23. IndyCar-Sieg zog Power in der ewigen Bestenliste mit Tommy Milton auf Platz 18 gleich.
Hunter-Reay behielt die Gesamtführung nach diesem Rennen. Sein Vorsprung auf Power betrug jedoch nur noch drei Punkte.

### 2. Qualifying
Das zweite Qualifying wurde in zwei Gruppen ausgetragen. Jede Gruppe hatte jeweils zwölf Minuten Zeit. Der jeweils erste einer Gruppe erhielt einen Bonuspunkt für eine Pole-Position. Der erste Startplatz ging an den Schnelleren der beiden.
In der ersten Gruppe war Hinchcliffe der Schnellste vor Conway und Muñoz. Dixon hatte technische Probleme und wurde Letzter dieser Gruppe. In der zweiten Gruppe fuhr Satō die schnellste Runde des Wochenendes vor Castroneves und Briscoe. Hunter-Reay hatte ein Berührung mit der Streckenbegrenzung und setzte keine Zeit.
Da Satō der Gesamtschnellste war, erhielt er den ersten Startplatz und alle Fahrer der zweiten Gruppe wurden anhand der Qualifyingreihenfolge auf den ungeraden Startplätzen einsortiert. Die Fahrer der ersten Gruppe erhielten die geraden Startplätze. Satō war damit der erste Pilot, der zum zweiten Mal in dieser Saison eine Pole-Position erzielte.

### 2. Rennen
Satō behielt die Führung beim Start. Im Mittelfeld gab es in der dritten Kurve einen Zwischenfall, der eine Gelbphase auslöste. Power setzte sich auf der Innenseite der Kurve neben Pagenaud und versuchte ebenfalls an Newgarden vorbeizufahren. Dabei berührte er Newgarden und drehte ihn in Rahal, der darauf mit Wilson kollidierte. Alle beteiligten Fahrer fuhren weiter. Power erhielt einen Durchfahrtsstrafe.
In der zehnten Runde löste Saavedra mit einem Unfall in der sechsten Kurve eine weitere Gelbphase aus. Satō ging an die Box und gab die Führung an Hinchcliffe ab. Beim Restart blieb Hinchcliffe in Führung. In der 21. Runde übernahm Conway die erste Position. Conway bekam später Probleme mit den weicheren Reifen. Vier Runden nach Conway ging Power für zwei Runden in Führung, anschließend Aleshin für eine. In der 28. ging Castroneves, der eine konservative Strategie verfolgte und nach dem ersten Stint auf weicheren Reifen im zweiten Stint mit den härteren Reifen unterwegs war. In der 34. Runde gab Castroneves die Führung für eine Runde an Hawksworth ab, übernahm sie eine Runde später erneut und baute einen Vorsprung auf das restliche Feld auf.
Bei seinem zweiten und letzten Boxenstopp in der 50. Runde hatte er einen so großen Vorsprung, dass er in Führung blieb. Castroneves entschied sich für die Schlussphase ein weiteres Mal für die härtere Reifenmischung. In der Zwischenzeit hatte Rahal das Rennen aufgegeben. Sébastien Bourdais verunfallte in der 59. Runde in der vierten Kurve und löste eine Gelbphase aus, die Castroneves Vorsprung von etwa zehn Sekunden auf Power zunichtemachte. In dieser Gelbphase gab Hunter-Reay mit einem Elektrikdefekt auf.
Beim Restart verhielt sich Power, der inzwischen auf dem zweiten Platz hinter seinem Teamkollegen Castroneves lag, defensiv, um einen Doppelsieg nicht zu gefährden. In der 65. Runde gab es eine letzte Gelbphase, nachdem Andretti Satō in der fünften Kurve gedreht hatte. Beide Fahrer fuhren weiter, Satō verlor durch den Zwischenfall eine Runde. Power verhielt sich beim letzten Restart erneut defensiv.
Castroneves gewann das Rennen somit vor Power. Es war Castroneves 29. IndyCar-Sieg. Damit zog er in der ewigen Bestenliste mit Rick Mears auf Platz elf gleich. Sein erster gelang ihm 2000 ebenfalls in Detroit. Es war Castroneves 78. Podest-Platzierung, mit der er in der ewigen Bestenliste mit Dixon auf Platz neun gleichzog. Dritter wurde Kimball. Dixon erreichte den vierten, Hinchcliffe den fünften Platz. Die Top 10 komplettierten Pagenaud, Aleshin, Muñoz, Kanaan und Briscoe.
In der Gesamtwertung ging damit Power in Führung vor seinem Teamkollegen Castroneves. Der bisher führende Hunter-Reay fiel auf den dritten Rang zurück.
Castroneves, Huertas und Power waren nach diesem Rennen die einzigen Fahrer, die in den bisherigen sieben Rennen jede Runde absolviert hatten.

## Meldeliste
Alle Teams und Fahrer verwendeten das Chassis Dallara DW12 mit einem Aero-Kit von Dallara und Reifen von Firestone.
| Team                                  | Nr. | Fahrer             | Motor     |
| ------------------------------------- | --- | ------------------ | --------- |
| Penske Motorsports                    | 02  | Juan Pablo Montoya | Chevrolet |
| Team Penske                           | 03  | Hélio Castroneves  | Chevrolet |
| Team Penske                           | 12  | Will Power         | Chevrolet |
| Schmidt Peterson Motorsports          | 07  | Mikhail Aleshin    | Honda     |
| NTT Data Chip Ganassi Racing          | 08  | Ryan Briscoe       | Chevrolet |
| Target Chip Ganassi Racing            | 09  | Scott Dixon        | Chevrolet |
| Target Chip Ganassi Racing            | 10  | Tony Kanaan        | Chevrolet |
| KVSH Racing                           | 11  | Sébastien Bourdais | Chevrolet |
| A. J. Foyt Enterprises                | 14  | Takuma Satō        | Honda     |
| Rahal Letterman Lanigan Racing        | 15  | Graham Rahal       | Honda     |
| KV AFS Racing                         | 17  | Sebastian Saavedra | Chevrolet |
| Dale Coyne Racing                     | 18  | Carlos Huertas     | Honda     |
| Dale Coyne Racing                     | 19  | Justin Wilson      | Honda     |
| Ed Carpenter Racing                   | 20  | Mike Conway        | Chevrolet |
| Andretti Autosport                    | 25  | Marco Andretti     | Honda     |
| Andretti Autosport                    | 27  | James Hinchcliffe  | Honda     |
| Andretti Autosport                    | 28  | Ryan Hunter-Reay   | Honda     |
| Andretti – HVM                        | 34  | Carlos Muñoz       | Honda     |
| Sarah Fisher Hartman Racing           | 67  | Josef Newgarden    | Honda     |
| Schmidt Peterson Hamilton Motorsports | 77  | Simon Pagenaud     | Honda     |
| Chip Ganassi Racing Teams             | 83  | Charlie Kimball    | Chevrolet |
| BHA/BBM with Curb Agajanian           | 98  | Jack Hawksworth    | Honda     |

Quelle: 

## Klassifikationen

### 1. Qualifying
| Pos. | Fahrer             | Team                                  | Fahrzeug          | Gruppe 1  | Gruppe 2  | Top 12    | FF6       | Start |
| ---- | ------------------ | ------------------------------------- | ----------------- | --------- | --------- | --------- | --------- | ----- |
| 01   | Hélio Castroneves  | Team Penske                           | Dallara-Chevrolet | 1:17,2597 | —         | 1:17,4777 | 1:17,5362 | 01    |
| 02   | James Hinchcliffe  | Andretti Autosport                    | Dallara-Honda     | —         | 1:17,8462 | 1:17,7719 | 1:17,9788 | 02    |
| 03   | Jack Hawksworth    | BHA/BBM with Curb Agajanian           | Dallara-Honda     | 1:18,0622 | —         | 1:17,9176 | 1:18,0731 | 03    |
| 04   | Mike Conway        | Ed Carpenter Racing                   | Dallara-Chevrolet | —         | 1:17,3715 | 1:17,6888 | 1:18,3015 | 04    |
| 05   | Ryan Briscoe       | NTT Data Chip Ganassi Racing          | Dallara-Chevrolet | 1:18,2934 | —         | 1:17,6107 | 1:18,8098 | 05    |
| 06   | Juan Pablo Montoya | Penske Motorsports                    | Dallara-Chevrolet | 1:18,3257 | —         | 1:17,8925 | 1:19,7296 | 06    |
| 07   | Sébastien Bourdais | KVSH Racing                           | Dallara-Chevrolet | 1:18,2993 | —         | 1:17,9806 | —         | 07    |
| 08   | Tony Kanaan        | Target Chip Ganassi Racing            | Dallara-Chevrolet | 1:18,2180 | —         | 1:18,0200 | —         | 08    |
| 09   | Graham Rahal       | Rahal Letterman Lanigan Racing        | Dallara-Honda     | —         | 1:18,3416 | 1:18,0355 | —         | 09    |
| 10   | Scott Dixon        | Target Chip Ganassi Racing            | Dallara-Chevrolet | —         | 1:18,3813 | 1:18,0630 | —         | 10    |
| 11   | Carlos Muñoz       | Andretti – HVM                        | Dallara-Honda     | —         | 1:18,2272 | 1:18,1450 | —         | 11    |
| 12   | Carlos Huertas     | Dale Coyne Racing                     | Dallara-Honda     | —         | 1:18,5216 | 1:18,4772 | —         | 12    |
| 13   | Sebastian Saavedra | KV AFS Racing                         | Dallara-Chevrolet | 1:18,3622 | —         | —         | —         | 13    |
| 14   | Josef Newgarden    | Sarah Fisher Hartman Racing           | Dallara-Honda     | —         | 1:18,5309 | —         | —         | 14    |
| 15   | Takuma Satō        | A. J. Foyt Enterprises                | Dallara-Honda     | 1:18,3689 | —         | —         | —         | 15    |
| 16   | Will Power         | Team Penske                           | Dallara-Chevrolet | —         | 1:18,6807 | —         | —         | 16    |
| 17   | Simon Pagenaud     | Schmidt Peterson Hamilton Motorsports | Dallara-Honda     | 1:18,4709 | —         | —         | —         | 17    |
| 18   | Marco Andretti     | Andretti Autosport                    | Dallara-Honda     | —         | 1:18,8743 | —         | —         | 18    |
| 19   | Justin Wilson      | Dale Coyne Racing                     | Dallara-Honda     | 1:18,5181 | —         | —         | —         | 19    |
| 20   | Charlie Kimball    | Chip Ganassi Racing Teams             | Dallara-Honda     | —         | 1:19,1176 | —         | —         | 20    |
| 21   | Ryan Hunter-Reay   | Andretti Autosport                    | Dallara-Honda     | 1:19,8292 | —         | —         | —         | 21    |
| 22   | Mikhail Aleshin    | Schmidt Peterson Motorsports          | Dallara-Honda     | —         | 1:19,6300 | —         | —         | 22    |

Quellen: 

### 1. Rennen
| Pos. | Fahrer             | Team                                  | Fahrzeug          | Runden | Zeit         | Start | Führungsrunden |
| ---- | ------------------ | ------------------------------------- | ----------------- | ------ | ------------ | ----- | -------------- |
| 01   | Will Power         | Team Penske                           | Dallara-Chevrolet | 70     | 1:49:29,9323 | 16    | 21             |
| 02   | Graham Rahal       | Rahal Letterman Lanigan Racing        | Dallara-Honda     | 70     | + 0,3308     | 09    | 10             |
| 03   | Tony Kanaan        | Target Chip Ganassi Racing            | Dallara-Chevrolet | 70     | + 5,5096     | 08    | 0              |
| 04   | Justin Wilson      | Dale Coyne Racing                     | Dallara-Honda     | 70     | + 8,5951     | 19    | 0              |
| 05   | Hélio Castroneves  | Team Penske                           | Dallara-Chevrolet | 70     | + 10,7365    | 01    | 30             |
| 06   | James Hinchcliffe  | Andretti Autosport                    | Dallara-Honda     | 70     | + 11,5074    | 02    | 0              |
| 07   | Carlos Muñoz       | Andretti – HVM                        | Dallara-Honda     | 70     | + 14,8813    | 11    | 0              |
| 08   | Carlos Huertas     | Dale Coyne Racing                     | Dallara-Honda     | 70     | + 26,5965    | 12    | 0              |
| 09   | Charlie Kimball    | Chip Ganassi Racing Teams             | Dallara-Honda     | 70     | + 32,5852    | 20    | 0              |
| 10   | Marco Andretti     | Andretti Autosport                    | Dallara-Honda     | 70     | + 33,1818    | 18    | 01             |
| 11   | Scott Dixon        | Target Chip Ganassi Racing            | Dallara-Chevrolet | 70     | + 33,3522    | 10    | 01             |
| 12   | Juan Pablo Montoya | Penske Motorsports                    | Dallara-Chevrolet | 70     | + 34,0094    | 06    | 0              |
| 13   | Sébastien Bourdais | KVSH Racing                           | Dallara-Chevrolet | 70     | + 36,0240    | 07    | 0              |
| 14   | Sebastian Saavedra | KV AFS Racing                         | Dallara-Chevrolet | 70     | + 37,0532    | 13    | 0              |
| 15   | Ryan Briscoe       | NTT Data Chip Ganassi Racing          | Dallara-Chevrolet | 70     | + 56,6632    | 05    | 05             |
| 16   | Ryan Hunter-Reay   | Andretti Autosport                    | Dallara-Honda     | 69     | DNF          | 21    | 0              |
| 17   | Mikhail Aleshin    | Schmidt Peterson Motorsports          | Dallara-Honda     | 68     | DNF          | 22    | 02             |
| 18   | Takuma Satō        | A. J. Foyt Enterprises                | Dallara-Honda     | 66     | + 4 Runden   | 15    | 0              |
| 19   | Jack Hawksworth    | BHA/BBM with Curb Agajanian           | Dallara-Honda     | 65     | DNF          | 03    | 0              |
| 20   | Josef Newgarden    | Sarah Fisher Hartman Racing           | Dallara-Honda     | 36     | DNF          | 14    | 0              |
| 21   | Mike Conway        | Ed Carpenter Racing                   | Dallara-Chevrolet | 14     | DNF          | 04    | 0              |
| 22   | Simon Pagenaud     | Schmidt Peterson Hamilton Motorsports | Dallara-Honda     | 04     | DNF          | 17    | 0              |

Quellen: 

#### Führungsabschnitte
| Abschnitt | Runden | Fahrer            |
| --------- | ------ | ----------------- |
| 01        | 1–16   | Hélio Castroneves |
| 02        | 17–25  | Graham Rahal      |
| 03        | 26     | Marco Andretti    |
| 04        | 27–29  | Will Power        |
| 05        | 30–31  | Mikhail Aleshin   |
| 06        | 32–45  | Hélio Castroneves |
| 07        | 46     | Scott Dixon       |
| 08        | 47–53  | Will Power        |
| 09        | 54     | Graham Rahal      |
| 10        | 55–59  | Ryan Briscoe      |
| 11        | 60–70  | Will Power        |

Quellen: 

#### Gelbphasen
| Nr. | Dauer | Runden | Grund für Gelbphase                                                  |
| --- | ----- | ------ | -------------------------------------------------------------------- |
| 1   | 5–7   | 3      | Kontakt: Simon Pagenaud (#77) in Kurve 4                             |
| 2   | 16–19 | 4      | Kontakt: Mike Conway (#20) in Kurve 12                               |
| 3   | 37–43 | 7      | Kontakt: Josef Newgarden (#67) in Kurve 7                            |
| 4   | 56–58 | 3      | Kontakt: Mikhail Aleshin (#7) und James Hinchcliffe (#27) in Kurve 7 |

Quellen: 

### 2. Qualifying
| Pos. | Fahrer             | Team                                  | Fahrzeug          | Gruppe 1  | Gruppe 2   | Start |
| ---- | ------------------ | ------------------------------------- | ----------------- | --------- | ---------- | ----- |
| 01   | Takuma Satō        | A. J. Foyt Enterprises                | Dallara-Honda     | —         | 1:16,1371  | 01    |
| 02   | James Hinchcliffe  | Andretti Autosport                    | Dallara-Honda     | 1:16,3739 | —          | 02    |
| 03   | Hélio Castroneves  | Team Penske                           | Dallara-Chevrolet | —         | 1:16,3624  | 03    |
| 04   | Mike Conway        | Ed Carpenter Racing                   | Dallara-Chevrolet | 1:16,8580 | —          | 04    |
| 05   | Ryan Briscoe       | NTT Data Chip Ganassi Racing          | Dallara-Chevrolet | —         | 1:16,5382  | 05    |
| 06   | Carlos Muñoz       | Andretti – HVM                        | Dallara-Honda     | 1:16,9340 | —          | 06    |
| 07   | Simon Pagenaud     | Schmidt Peterson Hamilton Motorsports | Dallara-Honda     | —         | 1:16,8539  | 07    |
| 08   | Will Power         | Team Penske                           | Dallara-Chevrolet | 1:17,0297 | —          | 08    |
| 09   | Sebastian Saavedra | KV AFS Racing                         | Dallara-Chevrolet | —         | 1:17,0688  | 09    |
| 10   | Josef Newgarden    | Sarah Fisher Hartman Racing           | Dallara-Honda     | 1:17,1310 | —          | 10    |
| 11   | Sébastien Bourdais | KVSH Racing                           | Dallara-Chevrolet | —         | 1:17,1155  | 11    |
| 12   | Carlos Huertas     | Dale Coyne Racing                     | Dallara-Honda     | 1:17,4651 | —          | 12    |
| 13   | Justin Wilson      | Dale Coyne Racing                     | Dallara-Honda     | —         | 1:17,1660  | 13    |
| 14   | Graham Rahal       | Rahal Letterman Lanigan Racing        | Dallara-Honda     | 1:17,5948 | —          | 14    |
| 15   | Juan Pablo Montoya | Penske Motorsports                    | Dallara-Chevrolet | —         | 1:17,2979  | 15    |
| 16   | Mikhail Aleshin    | Schmidt Peterson Motorsports          | Dallara-Honda     | 1:18,1119 | —          | 16    |
| 17   | Tony Kanaan        | Target Chip Ganassi Racing            | Dallara-Chevrolet | —         | 1:17,3386  | 17    |
| 18   | Marco Andretti     | Andretti Autosport                    | Dallara-Honda     | 1:18,1820 | —          | 18    |
| 19   | Jack Hawksworth    | BHA/BBM with Curb Agajanian           | Dallara-Honda     | —         | 1:17,4172  | 19    |
| 20   | Charlie Kimball    | Chip Ganassi Racing Teams             | Dallara-Honda     | 1:18,1871 | —          | 20    |
| 21   | Ryan Hunter-Reay   | Andretti Autosport                    | Dallara-Honda     | —         | keine Zeit | 21    |
| 22   | Scott Dixon        | Target Chip Ganassi Racing            | Dallara-Chevrolet | 1:19,4557 | —          | 22    |

Quellen: 

### 2. Rennen
| Pos. | Fahrer             | Team                                  | Fahrzeug          | Runden | Zeit         | Start | Führungsrunden |
| ---- | ------------------ | ------------------------------------- | ----------------- | ------ | ------------ | ----- | -------------- |
| 01   | Hélio Castroneves  | Team Penske                           | Dallara-Chevrolet | 70     | 1:45:53,3410 | 03    | 42             |
| 02   | Will Power         | Team Penske                           | Dallara-Chevrolet | 70     | + 1,6836     | 08    | 02             |
| 03   | Charlie Kimball    | Chip Ganassi Racing Teams             | Dallara-Honda     | 70     | + 2,9746     | 20    | 0              |
| 04   | Scott Dixon        | Target Chip Ganassi Racing            | Dallara-Chevrolet | 70     | + 3,4290     | 22    | 0              |
| 05   | James Hinchcliffe  | Andretti Autosport                    | Dallara-Honda     | 70     | + 4,6528     | 02    | 10             |
| 06   | Simon Pagenaud     | Schmidt Peterson Hamilton Motorsports | Dallara-Honda     | 70     | + 4,9894     | 07    | 0              |
| 07   | Mikhail Aleshin    | Schmidt Peterson Motorsports          | Dallara-Honda     | 70     | + 5,5279     | 16    | 01             |
| 08   | Carlos Muñoz       | Andretti – HVM                        | Dallara-Honda     | 70     | + 5,6906     | 06    | 0              |
| 09   | Tony Kanaan        | Target Chip Ganassi Racing            | Dallara-Chevrolet | 70     | + 6,2501     | 17    | 0              |
| 10   | Ryan Briscoe       | NTT Data Chip Ganassi Racing          | Dallara-Chevrolet | 70     | + 6,5923     | 05    | 0              |
| 11   | Mike Conway        | Ed Carpenter Racing                   | Dallara-Chevrolet | 70     | + 7,1114     | 04    | 04             |
| 12   | Justin Wilson      | Dale Coyne Racing                     | Dallara-Honda     | 70     | + 7,2822     | 13    | 0              |
| 13   | Juan Pablo Montoya | Penske Motorsports                    | Dallara-Chevrolet | 70     | + 7,9649     | 15    | 0              |
| 14   | Jack Hawksworth    | BHA/BBM with Curb Agajanian           | Dallara-Honda     | 70     | + 8,7723     | 19    | 01             |
| 15   | Carlos Huertas     | Dale Coyne Racing                     | Dallara-Honda     | 70     | + 9,2906     | 12    | 0              |
| 16   | Marco Andretti     | Andretti Autosport                    | Dallara-Honda     | 70     | + 27,2464    | 18    | 0              |
| 17   | Josef Newgarden    | Sarah Fisher Hartman Racing           | Dallara-Honda     | 69     | + 1 Runde    | 10    | 0              |
| 18   | Takuma Satō        | A. J. Foyt Enterprises                | Dallara-Honda     | 69     | + 1 Runde    | 01    | 10             |
| 19   | Ryan Hunter-Reay   | Andretti Autosport                    | Dallara-Honda     | 61     | DNF          | 21    | 0              |
| 20   | Sébastien Bourdais | KVSH Racing                           | Dallara-Chevrolet | 58     | DNF          | 11    | 0              |
| 21   | Graham Rahal       | Rahal Letterman Lanigan Racing        | Dallara-Honda     | 43     | DNF          | 14    | 0              |
| 22   | Sebastian Saavedra | KV AFS Racing                         | Dallara-Chevrolet | 09     | DNF          | 09    | 0              |

Quellen: 

#### Führungsabschnitte
| Abschnitt | Runden | Fahrer            |
| --------- | ------ | ----------------- |
| 1         | 1–10   | Takuma Satō       |
| 2         | 11–20  | James Hinchcliffe |
| 3         | 21–24  | Mike Conway       |
| 4         | 25–26  | Will Power        |
| 5         | 27     | Mikhail Aleshin   |
| 6         | 28–33  | Hélio Castroneves |
| 7         | 34     | Jack Hawksworth   |
| 8         | 35–70  | Hélio Castroneves |

Quellen: 

#### Gelbphasen
| Nr. | Dauer | Runden | Grund für Gelbphase                                                                   |
| --- | ----- | ------ | ------------------------------------------------------------------------------------- |
| 1   | 1–3   | 3      | Kontakt: Graham Rahal (#15), Justin Wilson (#19) und Josef Newgarden (#67) in Kurve 3 |
| 2   | 10–13 | 4      | Kontakt: Sebastian Saavedra (#17) in Kurve 6                                          |
| 3   | 59–62 | 4      | Kontakt: Sébastien Bourdais (#11) in Kurve 4                                          |
| 4   | 65–66 | 5      | Kontakt: Takuma Satō (#14) in Kurve 5                                                 |

Quellen: 

## Punktestände nach dem Rennen

### Fahrerwertung
Die Punktevergabe wird hier erläutert.
| Pos. | Fahrer             | Punkte |
| ---- | ------------------ | ------ |
| 01.  | Will Power         | 326    |
| 02.  | Hélio Castroneves  | 307    |
| 03.  | Ryan Hunter-Reay   | 299    |
| 04.  | Simon Pagenaud     | 247    |
| 05.  | Marco Andretti     | 227    |
| 06.  | Carlos Muñoz       | 210    |
| 07.  | Juan Pablo Montoya | 187    |
| 08.  | Scott Dixon        | 184    |
| 09.  | Justin Wilson      | 173    |
| 10.  | Sébastien Bourdais | 170    |
| 11.  | James Hinchcliffe  | 165    |
| 12.  | Tony Kanaan        | 161    |

| Pos. | Fahrer             | Punkte |
| ---- | ------------------ | ------ |
| 13.  | Ryan Briscoe       | 157    |
| 14.  | Charlie Kimball    | 149    |
| 15.  | Jack Hawksworth    | 141    |
| 16.  | Takuma Satō        | 139    |
| 17.  | Mikhail Aleshin    | 137    |
| 18.  | Josef Newgarden    | 132    |
| 19.  | Carlos Huertas     | 132    |
| 20.  | Graham Rahal       | 129    |
| 21.  | Sebastian Saavedra | 125    |
| 22.  | Mike Conway        | 122    |
| 23.  | Oriol Servià       | 88     |
| 24.  | Kurt Busch         | 80     |

| Pos. | Fahrer             | Punkte |
| ---- | ------------------ | ------ |
| 25.  | J. R. Hildebrand   | 66     |
| 26.  | Sage Karam         | 57     |
| 27.  | Ed Carpenter       | 53     |
| 28.  | James Davison      | 34     |
| 29.  | Jacques Villeneuve | 29     |
| 30.  | Alex Tagliani      | 28     |
| 31.  | Townsend Bell      | 22     |
| 32.  | Pippa Mann         | 21     |
| 33.  | Martin Plowman     | 18     |
| 34.  | Buddy Lazier       | 11     |
| 35.  | Franck Montagny    | 8      |